# Nowojetkulskij
Nowojetkulskij (ros. Новоеткульский) – osiedle w Rosji, w obwodzie czelabińskim, w rejonie czesmieńskim. W 2010 liczyło 610 mieszkańców.